# 280641 Edosara
280641 Edosara este un asteroid din centura principală de asteroizi.

## Descriere
280641 Edosara este un asteroid din centura principală de asteroizi. A fost descoperit pe 6 ianuarie 2005 la San Marcello Pistoiese de Luciano Tesi și Giancarlo Fagioli. Asteroidul prezintă o orbită caracterizată de o semiaxă mare de 2,78 ua, o excentricitate de 0,05 și o înclinație de 6,0° în raport cu ecliptica.